# Halil Gülbeyaz
Halil Gülbeyaz (* 1962 in İskenderun, Türkei) ist ein deutscher Fernsehjournalist, Dokumentarfilmer, Sachbuch- und Romanautor.
Die Arbeiten des Fernsehjournalisten Gülbeyaz werden von allen öffentlich-rechtlichen Fernsehanstalten Deutschlands innerhalb der Kulturprogramme gesendet. 
Von dem seit 1979 in der Bundesrepublik Deutschland Lebenden stammt eine vielbeachtete, weil sehr kritische Atatürk-Biographie Mustafa Kemal Atatürk – Vom Staatsgründer zum Mythos (2003). Seinen ersten Roman veröffentlichte der Autor mit Fluchtpunkt Mardin im August 2006.

## Werke (Auswahl)
- Fluchtpunkt Mardin. Parthas, Berlin 2006, ISBN 978-3-86601-295-0.